# Mistrzostwa Świata w Kolarstwie Szosowym 1923
3. Mistrzostwa świata w kolarstwie szosowym – zawody kolarskie, które odbyły się 25 sierpnia 1923 w szwajcarskim Zurychu. Były to pierwsze zorganizowane w tym kraju mistrzostwa świata w kolarstwie szosowym. W mistrzostwach świata brało udział 41 zawodników z 11 reprezentacji.
Nowością w programie mistrzostw było pojawienie się po raz pierwszy w historii konkurencji wyścigu ze startu wspólnego amatorów.
Do mistrzostw wstępnie zgłoszono reprezentację Polski, która później się wycofała. 

## Kalendarium zawodów
| Kalendarz MŚ w Kolarstwie Szosowym 1923 |       |
| Konkurencja (dystans)                   | Data  |
| Konkurencja (dystans)                   | 25.08 |
| Mężczyźni                               |       |
| Amatorzy                                |       |
| Wyścig ze startu wspólnego (164 km)     |       |

## Medaliści
| Konkurencja dystans – (data) (liczba startujących)                    | Złoto:          | Czas (prędkość)       | Srebro:             | Czas   | Brąz:           | Czas   |
| Mężczyźni                                                             |                 |                       |                     |        |                 |        |
| Amatorzy                                                              |                 |                       |                     |        |                 |        |
| Wyścig ze startu wspólnego 164 km – (25 sierpnia) (41 zaw. z 11 rep.) | Libero Ferrario | 5:00:25 (32,754 km/h) | Othmar Eichenberger | + 0:00 | Georges Antenen | + 0:00 |

## Szczegóły

### Wyścig ze startu wspólnego amatorów
| Miejsce | Zawodnik            | Narodowość | Czas    |
| złoto   | Libero Ferrario     | Włochy     | 5:00:25 |
| srebro  | Othmar Eichenberger | Szwajcaria | + 0:00  |
| brąz    | Georges Antenen     | Szwajcaria | + 0:00  |
| 4       | Luigi Magnotti      | Włochy     | + 0:00  |
| 5       | Achille Souchard    | Francja    | + 0:00  |
| 6       | André Leducq        | Francja    | + 0:00  |
| 7       | Ermanno Vallazza    | Włochy     | + 0:00  |
| 8       | Georges Wambst      | Francja    | + 1:35  |
| 9       | Nello Ciaccheri     | Włochy     | + 2:53  |
| 10      | Karl Senn           | Szwajcaria | + 2:53  |

## Tabela medalowa
| Tabela medalowa |               |       |        |      |       |
| Miejsce         | Reprezentacja | Złoto | Srebro | Brąz | Razem |
| 1               | Włochy        | 1     | 0      | 0    | 1     |
| 2               | Szwajcaria    | 0     | 1      | 1    | 2     |